# Cartoonito (Amérique latine)
Pour les articles homonymes, voir Cartoonito.
Cartoonito (Amérique latine) anciennement Boomerang est une chaîne de télévision  appartenant à Warner Bros. Discovery. Il s'agit de la première chaine à avoir remplacé Boomerang.

## Histoire
Boomerang a été lancée en tant que chaine de télévisons pour enfants. Elle diffusait la même programmation que la version américaine. Elle diffusait des dessins animés classiques de Hanna-Barbera qui ont été supprimé de la version Amérique-Latine de Cartoon Network.
Le 3 avril 2006, Boomerang a été relancé en tant que chaine pour enfant pour tous les âges, la chaine change son logo et son habillage réalisé par l'agence américaine "Primal Screen". Les dessins animés classiques de Hanna-Barbera et autres ont été décalés vers la nuit et tôt le matin. Un bloc de programmation "Tiny TV" a été lancée le même jour, ce bloc de programmation est destinée au enfant d'âge préscolaire.
En janvier 2008 la chaine change son logo, et sa programmation, elle diffuse des émissions originales et produites destinées aux adolescents. Les animations classiques ont été déplacés sur la chaine Tooncast. Elle diffuse aussi des blocs de programmations comme "Boombox" qui est un bloc qui diffuse des interviews avec différents artistes et en présentant des différents concerts en Amérique Latine, aux États-Unis et aussi au Royaume-Uni. 
Le 1er avril 2009, la chaine lance un service mobile nommé "Secreto" et "Tribus Urbanas". Deux nouvelles initiatives mobiles qui incluent du contenu original créé exclusivement pour le public de la chaîne. En dehors de l'Amérique Latine, la chaine est disponible avec Caribbean Cable Cooperative. 
Le 4 octobre 2010 la chaine modifie son logo et son habillage. Il s'agit de la seule chaine Boomerang au monde qui ne diffuse plus de dessin animé.
Le 1er avril 2014, la programmation de dessins animés sont revenus. Il a ensuite été annoncé que la chaine ferait partie du changement de marque mondial qui a eu lieu le 28 septembre 2014 avec le changement d'habillage.
Le 28 septembre 2014 dû au changement d'habillage la chaine se recentre sur les dessin animés destinés au enfants.
En octobre 2021, il a été annoncé que Boomerang va être remplacé par Cartoonito à partir du 1er décembre 2021. 
Le 1er décembre 2021 Boomerang est remplacé par Cartoonito, ce changement permet de se recentrer sur les programmes destinés aux enfants d'âges préscolaires de 2 à 6 ans, avec des programmations comme Pocoyo, Milo ou bien Lou et sa petite troupe (Lu y sus amigos en Espagnol et Lu e seus amigos en Portugais)

## Identité visuelle (logo)

Logo de Boomerang du 2 juillet 2001 au 3 avril 2006.
Logo de Boomerang du 3 avril 2006 à janvier 2008.
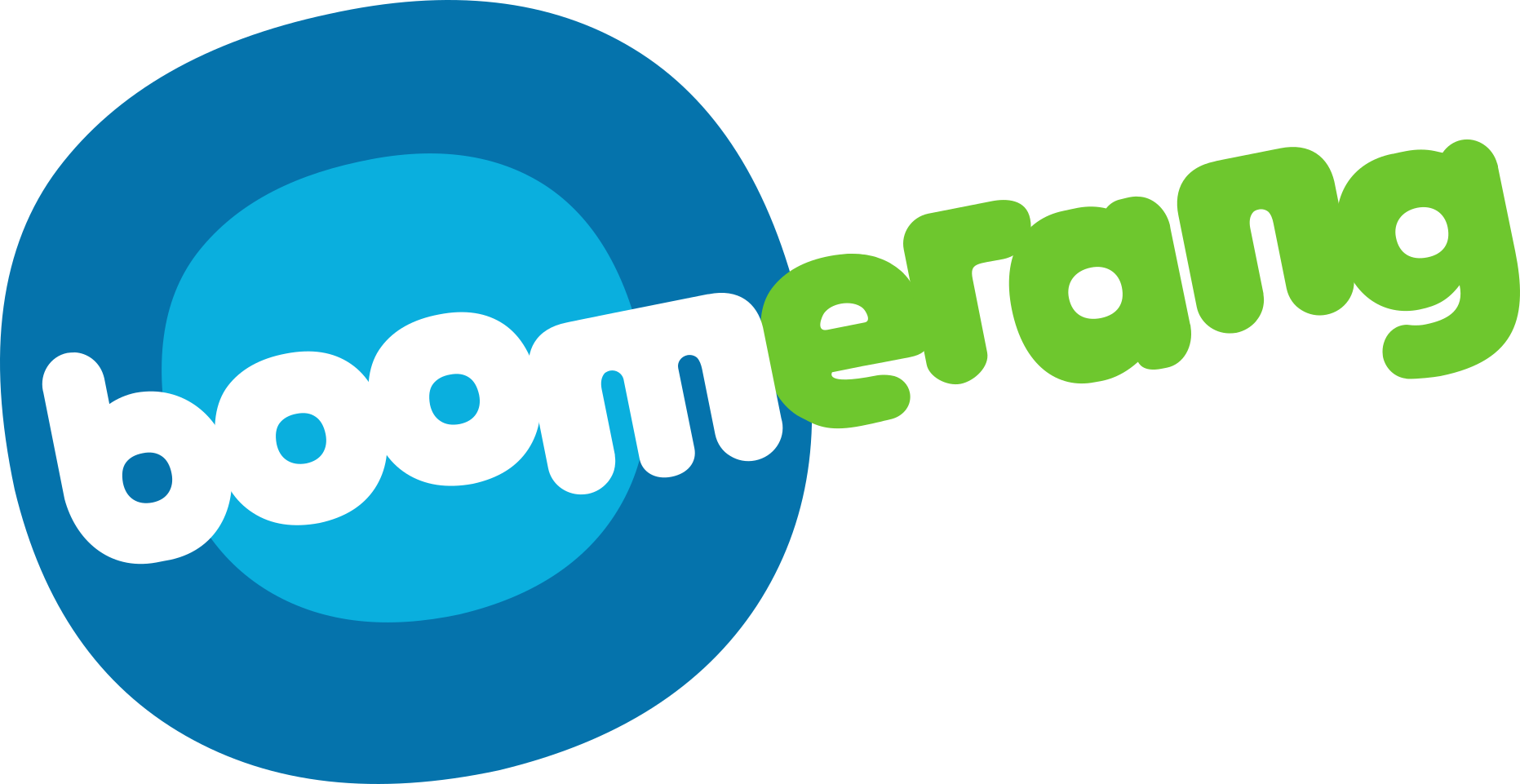
Logo de Boomerang du 4 octobre 2010 au 28 septembre 2014.
Logo de Boomerang du 28 septembre 2014 au 1er décembre 2021.
Logo de Cartoonito depuis le 1er décembre 2021.